# Joachim Montag
Joachim Montag (* 1956 in Köln) ist ein ehemaliger deutscher Hockeyspieler. Er war 1978 Europameister im Freien.  

## Sportliche Karriere
Joachim Montag bestritt zwischen 1978 und 1981 insgesamt 16 Länderspiele für die deutsche Nationalmannschaft. Bei der Europameisterschaft 1978 in Hannover gewann die deutsche Mannschaft den Titel nach der Verlängerung des Endspiels gegen die Niederländer. Neben Joachim Montag stand 1978 auch sein älterer Bruder Hans Montag in der Europameistermannschaft.
Auf Vereinsebene spielte Joachim Montag bei Schwarz-Weiß Köln. 1976 gewannen Hans und Joachim Montag mit Schwarz-Weiß die Deutsche Meisterschaft. 1978 spielte Hans Montag für Blau-Weiss Köln, während Joachim weiter bei Schwarz-Weiß aktiv war. Joachim Montags Sohn Jan-Marco Montag war später ebenfalls Hockeynationalspieler.